# Mięsień prostownik długi kciuka

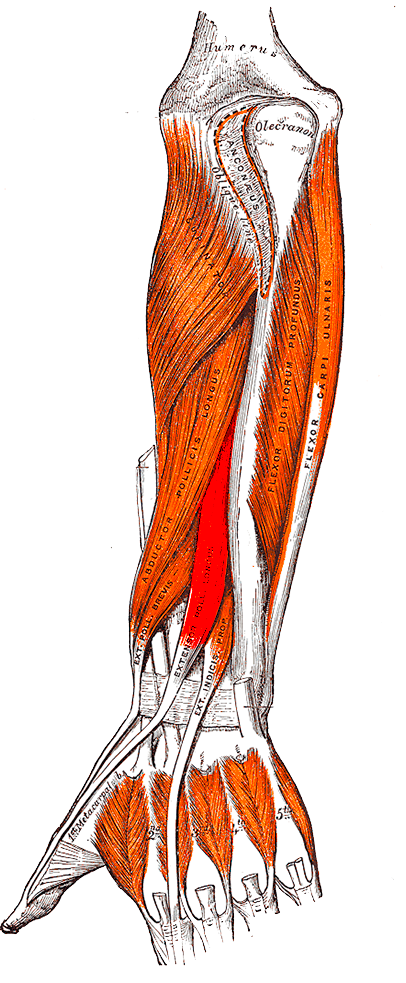
Mięsień prostownik długi kciuka oznaczony na czerwono.

Mięsień prostownik długi kciuka (łac. musculus extensor pollicis longus) – w anatomii człowieka wydłużony mięsień należący do warstwy głębokiej grupy tylnej mięśni przedramienia. Położony jest po stronie łokciowej od mięśnia prostownika krótkiego kciuka. Przyczep proksymalny ma na powierzchni tylnej kości łokciowej oraz błonie międzykostnej. Kończy się długim ścięgnem biegnącym skośnie w kierunku kości promieniowej, przechodzącym przez trzeci przedział troczka prostowników, przyczepionym do podstawy paliczka dalszego kciuka.
Unaczyniony jest przez tętnicę międzykostną tylną, a unerwiony przez gałąź głęboką nerwu promieniowego (nerw międzykostny tylny).
Mięsień ten prostuje kciuk we wszystkich stawach, jest antagonistą mięśnia zginacza długiego kciuka. Przywodzi kciuk wraz z mięśniem międzykostnym grzbietowym I i mięśniem przywodzicielem kciuka.